# نمایش شفق (فیلم)
«نمایش شفق» (انگلیسی: Twilight Theater) یک فیلم است که در سال ۱۹۸۲ منتشر شد.

## بازیگران
- لسلی نیلسن
- آقای تی
- استیو مارتین
- ریک مورانیس
- رزماری کلونی
- کارل راینر
- مایکل یورک